# Unai Etxebarria
Unai Etxebarria Arana (Caracas, 21 novembre 1972) è un ex ciclista su strada venezuelano, professionista dal 1996 al 2007. Conta nove vittorie in palmarès, tra cui una tappa alla Vuelta a España 2003.

## Carriera
Ciclista venezuelano con passaporto spagnolo per via delle sue origini basche, debuttò tra i professionisti nel 1996 con la società Euskadi.
In tutta la sua carriera, durata 12 anni, vestì la maglia dello stesso team, poi rinominato in Euskaltel-Euskadi, vincendo nove gare, tra cui due tappe al Giro del Portogallo e una alla Vuelta a España.

## Palmarès
- 1998 (Euskaltel-Euskai, due vittorie)

7ª tappa Giro del Portogallo
12ª tappa Giro del Portogallo
- 2000 (Euskaltel-Euskai, due vittorie)

Klasika Primavera
1ª tappa Setmana Catalana
- 2001 (Euskaltel-Euskai, una vittoria)

3ª tappa Critérium du Dauphiné Libéré
- 2003 (Euskaltel-Euskai, due vittorie)

4ª tappa Vuelta a España
- 2004 (Euskaltel-Euskai, due vittorie)

Trofeo Calvia
Gran Premio de Llodio
- 2007 (Euskaltel-Euskai, due vittorie)

Trofeo Calvia

## Piazzamenti

### Grandi giri
- Giro d'Italia

2005: 145º
- Tour de France

2001: 88º
2002: 141º
2003: ritirato
2004: 91º
2005: 150º
2006: 126º
- Vuelta a España

1998: 42º
1999: 98º
2000: ritirato
2003: 54º

### Classiche
- Milano-Sanremo

2001: 101º
2002: 39º
- Liegi-Bastogne-Liegi

2001: 97º
2002: 58º
2003: 84º
2004: 74º

### Competizioni mondiali
- Campionati del mondo

Stoccarda 2007 - In linea: 39º
- Giochi olimpici

Atene 2004 - In linea: 34º